# Mamta Patel Nagaraja
Mamta Patel Nagaraja – amerykańska inżynierka, naukowczyni pełniąca funkcję Associate Chief Scientist for Exploration and Applied Research NASA. Doradza w sprawach eksploracji kosmosu przez ludzi. Wcześniej prowadziła komunikację naukową i trenowała astronautów do Międzynarodowej Stacji Kosmicznej.

## Życiorys
Urodziła się w Anaheim w  Kalifornii, rok po przyjeździe rodziców z Indii. Kiedy miała dwa miesiące, rodzina przeniosła się do San Angelo w Teksasie. Kiedy miała 16 lat, jej wuj zaplanował jej ślub. Nie zgodzi się ojciec, zachęcając córkę, żeby kontynuowała edukację. Namówiona przez nauczycielkę, złożyła aplikację do programu stypendialnego Texas A&M University, który wygrała. W 2003 uzyskała stopień Bachelor of Science w zakresie inżynierii lotniczej. W trakcie studiów została wybrana do Selektywnego Programu Edukacji Kooperacyjnej NASA.

W 2005 uzyskała tytuł magisterski na Instytucie Technicznym Georgii, a dwa lata później skończyła doktorat z inżynierii biomedycznej w szkole Medycyny Uniwersytetu Emory'ego.

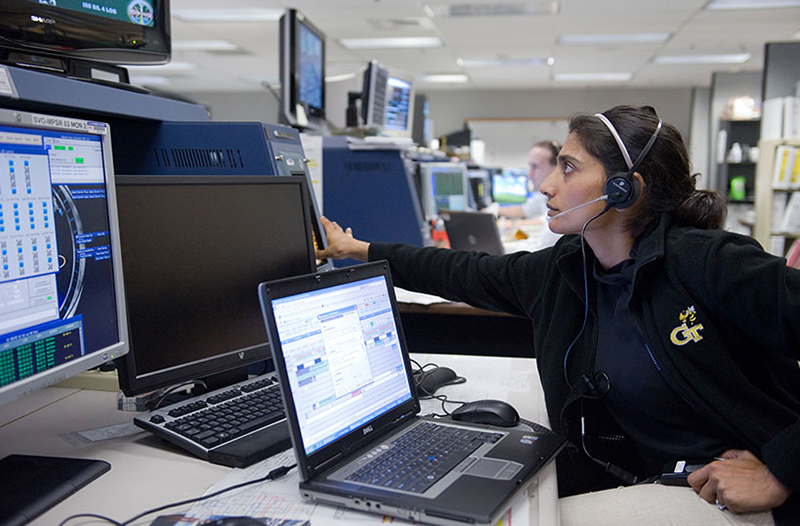
Mamta Patel Nagaraja w centrum kontroli misji w Houston

W 2008 rozpoczęła prace w Centrum Lotów Kosmicznych im. Lyndona B. Johnsona, gdzie zajmowała się treningiem astronautów, a także kontrolą lotów w Centrum Kontroli Misji w Houston. W 2013 przyjęła ofertę pracy operatora w naukowej misji na księżyc, gdzie nadzorowała funkcjonowanie spektroskopu sondy LADEE. Później została mianowana głównym inżynierem mechanicznym instrumentów naukowych dla misji na Wenus.
W 2015 została przeniesiona do głównej siedziby NASA, gdzie miała za zadanie prowadzenie komunikacji naukowej. Zajmowała się graficznymi wizualizacjami i wirtualnymi mediami.
W 2009 w odpowiedzi na zarządzenie wydane przez administrację Baracka Obamy została założona Rada Białego Domu ds. Kobiet i Dziewcząt. Mamta Patel Nagaraja dołączyła do niej i przewodniczyła projektowi Women@Nasa. 
Mamta Patel Nagaraja wspiera studentów inżynierii i publicznie wypowiada się, zachęcając młode kobiety do work-life balance. W 2014 dała publiczne wystąpienie, w którym mówiła o tym, jak jeden człowiek może kompletnie zmienić życie swojego podopiecznego. 

## Osiągnięcia
W 2011 Nagaraja otrzymała Medal NASA za Wyjątkową Służbę za swój wkład w Międzynarodową Stację Kosmiczną. W 2012 została zaproszona przez ówczesną sekretarz stanu Hillary Clinton do Nowego Jorku, aby omówić sposoby wzmacniania pozycji młodych kobiet. W 2013 reprezentowała NASA podczas orędzia o stanie Państwa. W tym samym roku została laureatką nagrody Roberta H. Goddarda za znaczący wkład w misję księżycową LADEE. W 2018 Nagaraja otrzymała nagrodę Fed100 za znaczącą rolę w przybliżeniu historycznego całkowitego zaćmienia Słońca milionom ludzi na całym świecie. Do dziś transmisja zaćmienia, które miało miejsce w 2017, ma rekordową liczbę wyświetleń spośród wszystkich materiałów NASA. Nagaraja zarządzała transmisją zaćmienia w internecie.